# Claude Testot-Ferry
Pour les articles homonymes, voir Ferry.
 (août 2014).
Claude Testot-Ferry, né le 20 mai 1773 à Arnay-le-Duc et mort le 25 août 1856 à Châtillon-sur-Seine (Côte-d'Or), est un colonel et baron de l'Empire, puis maréchal de camp français.

## Biographie partielle
Selon les Annales d'Arnay-Le-Duc (de Paul-César Lavirotte, 1837), le général baron Claude Testot-Ferry serait issu de la famille Testot, d'origine bourguignonne (département de la Côte-d'Or), qui d'ancienne date, a fourni de sages et fermes magistrats et ecclésiastiques, ainsi que plusieurs officiers de l'Armée Royale. Cet auteur ajoute qu'au nom de Testot fut joint celui de Ferry en 1698.
À la mort de son grand-oncle et parrain, Jean-Claude Testot dit Testot-Ferry, chevalier de l'ordre royal et militaire de Saint-Louis et capitaine de grenadiers royaux, Claude Testot ajouta le nom « Ferry » au sien. 

## Carrière militaire
Jean Tulard écrit que Claude Testot-Ferry fut « un des meilleurs colonels de Napoléon ».

### Guerres de la Révolution française
En 1789, engagé volontaire au 10e régiment de chasseur à cheval avec lequel il se distingue à la bataille de Valmy en 1792, puis est muté à l'Armée d'Italie en 1795 avec laquelle il participe à la campagne d'Italie. En 1797, devient officier, sous-lieutenant, sous les ordres du général Masséna et fait partie jusqu'en 1800 de l'Armée du Rhin. En 1803, jeune lieutenant, il part en Russie avec le colonel Auguste François-Marie de Colbert-Chabanais pour une mission diplomatique.
Sur les recommandations de ce dernier avec lequel il se lie d'amitié, il devient capitaine, aide de camp du général Marmont, dont il suit la carrière jusqu'en Espagne, puis à nouveau lors de la Restauration. Les deux hommes deviennent des amis véritables et sont enterrés dans le même cimetière Saint-Vorles à Châtillon-sur-Seine.

### Guerres de l’Empire
En 1805, il s'illustre lors de la bataille de Reifling (Autriche) où il fait prisonnier un bataillon entier d'Autrichiens (450 soldats et 19 officiers). Il est nommé premier aide de camp de Marmont, lors de la Campagne de Dalmatie, et participe à la victoire française lors de la bataille de Castel-Nuovo en 1807, qui assure les possessions françaises avant la création des provinces Illyriennes. Le 3 mars 1808, ayant fortement impressionné l'Empereur lors de leur première rencontre, Claude Testot-Ferry est nommé par Napoléon Ier personnellement chef d'escadron, et part avec le  13e cuirassiers pour la campagne d'Espagne où il retrouve le général Auguste François-Marie de Colbert-Chabanais peu avant sa mort et s'illustre lors du célèbre siège de Saragosse.
En 1811, il est appelé par Napoléon Ier au régiment des dragons de la Garde impériale, les dragons de l'Impératrice, avec le grade de major. En 1813, il commande le 3e escadron de la Vieille Garde à la bataille de Leipzig, puis le 2e escadron lors de la bataille de Hanau où il reçoit 22 coups de sabre et de lance avant d'être miraculeusement secouru puis soigné à l'arrière. Il ressort de cette campagne colonel, puis colonel-major, et prend le commandement du 1er régiment des éclaireurs de la Garde impériale, avec lequel il fait toute la campagne de France en 1814. Titré Baron sur le champ de bataille de Craonne par l’Empereur, il est fait prisonnier à peine deux semaines plus tard par les cosaques lors de la bataille d'Arcis-sur-Aube. Il parvient à s'évader et rejoint son régiment à Sens. Pendant les Cent-Jours, le colonel Testot-Ferry est nommé à nouveau premier aide de camp du maréchal Marmont et en mars 1815 escorte jusqu'à la frontière le roi Louis XVIII exilé à Gand.

### Restauration
Suivant les traces de Marmont, en 1817 il participe à l'organisation de la Garde royale et est nommé par le roi, colonel au Corps royal d'État-major. En 1826, sous Charles X, il part à la retraite avec le grade de maréchal de camp (équivalent d'alors de général de division). Rejetant les intrigues politiques, le général baron Testot-Ferry s'est distingué sur les champs de bataille : gravement blessé à de nombreuses reprises, il est plusieurs fois remarqué par l'Empereur. Mais par-dessus tout, il est fidèle à tous ses serments, sous tous les régimes d'une des périodes les plus troubles de notre histoire. Un preux dont la devise était : « il vaut mieux mériter sans obtenir, qu'obtenir sans mériter ».

## Faits d'armes
La bataille de Craonne reste comme un des plus grands faits d'armes de Testot-Ferry. En effet, le régiment qu'il commandait était chargé d'enlever les plateaux que couronnaient les batteries russes. Mais la cavalerie tout entière se retrouva mise en déroute par l'infanterie russe. Sauvant la situation, le colonel Testot-Ferry réorganisa ses troupes et chargea à nouveau sous les yeux du maréchal Ney, et ce fut sous les yeux de l'Empereur qu'il enleva les batteries russes. Napoléon Ier lui conféra le soir même le titre de baron sur le champ de bataille.

## Titres et décorations
- Chevalier de l'ordre de la Légion d'honneur, le 14 mars 1806.
- Reçoit le 14 avril 1813 de la main même de Napoléon Ier sa croix d'officier de l'ordre de la Légion d'honneur, le 14 avril 1813.
- Titré baron d'Empire par décret du 16 mars 1814, conféré par l'Empereur Napoléon Ier, le 7 mars 1814 sur le champ de bataille de Craonne (Aisne, Campagne de France).
- Décoration du Lys, mai 1814.
- Chevalier de l'ordre royal et militaire de Saint-Louis, le 23 août 1814.
- Commandeur de l'ordre de la Légion d'honneur, le 22 décembre 1814.
- Titré baron héréditaire par ordre de primogéniture sous la Restauration par lettres patentes datée du 27 janvier 1815 du roi  Louis XVIII[2].
- Son fils, Louis-Justin-Charles-Gustave baron Testot-Ferry (1811-1891), juge de paix à  Mâcon fut confirmé dans le titre de baron héréditaire par ordre de primogéniture par décret impérial du 4 juin 1860[3].

## Postérité
- Le 16 septembre 2007, une plaque commémorative a été apposée sur sa maison natale à Arnay-le-Duc lors d'une cérémonie coprésidée par le maire de la ville et Alain Pigeard, historien de l'Empire et président du Souvenir napoléonien de Bourgogne.

## Souvenirs
Le général baron Testot-Ferry est un des deux seuls officiers impériaux à avoir été pris en photo. En effet, vers la fin de sa vie à Châtillon-sur-Seine, le procédé inventé par Daguerre en 1835 est au point. Il existe donc un daguerréotype de Claude Testot-Ferry à l'âge de 70 ans environ.
Le dolman porté par Claude Testot-Ferry, alors colonel-major du 1er régiment des éclaireurs de la Garde impériale est conservé au musée de l'Armée au château de l'Empéri à Salon-de-Provence, dans la célèbre collection Raoul & Jean Brunon.

## Héraldique
Claude Testot-Ferry fut confirmé baron héréditaire par ordre de primogéniture par lettres patentes du roi  Louis XVIII du 27 janvier 1815, avec règlement d'armoiries : d'azur à la fasce d'or, accompagnée en chef d'une tête de profil, casquée du même, accostée de deux étoiles d'argent, et, en pointe, d'un lion passant d'or, armé et lampassé de gueules, tenant de la patte dextre une épée d'argent.
(Armes du colonel baron Testot-Ferry devenues armes familiales)

## Descendance
Il épousa en premières noces Eugénie-Thérèse Marchand-Dunoue (†1816) dont Louis-Justin qui suit, auteurs de la branche aînée des barons Testot-Ferry, puis en secondes noces en 1821, Joséphine Fabry, dont Henri-Bernard-Alfred, auteur de la branche cadette.
Branche aînée (du premier mariage) : 
- Louis-Justin-Charles-Gustave baron Testot-Ferry (1811-1891), juge de paix à  Mâcon, confirmé dans le titre de baron héréditaire par ordre de primogéniture par décret impérial du 4 juin 1860[3]. Marié à Louise-Suzanne Gérard de Saint-Géran, dont Émile Guillaume Victor, qui suit et deux filles[2].
  - Émile Guillaume Victor baron Testot-Ferry, lieutenant de cavalerie (24 juillet 1880), né à Mâcon, le 19 mars 1852, marié à Anne-Marie Briant, dont postérité des barons Testot-Ferry[2].

Branche cadette (du second mariage) : 
- Henry Testot-Ferry, né le 5 février 1826, mort à  Bussières le 9 novembre 1869, paléontologue et géologue, maire de Bussières, marié, en 1852, à Louise O'Brien, dont Alfred (1854) qui suit et trois filles[2].
  - Alfred Testot-Ferry, né le 10 janvier 1854 à Prissé et mort le 25 septembre 1932 à Bussières, marié le 18 mars 1884 à Marseille avec Marie-Louise Rambaud, d'où postérité[2].

## Biographies
- Alexandre Mignard, Biographie du général baron Testot-Ferry, 1859.
- Olivier Glatard, Le général baron Testot-Ferry, figure marquante de la cavalerie napoléonienne, 2004.